# Arilje
Arilje városa az azonos nevű község székhelye Szerbiában, a Zlatibori körzetben.

## Népesség
- 1948-ban 785 lakosa volt.
- 1953-ban 1 006 lakosa volt.
- 1961-ben 1 328 lakosa volt.
- 1971-ben 3 164 lakosa volt.
- 1981-ben 4 982 lakosa volt.
- 1991-ben 6 074 lakosa volt
- 2002-ben 6 744 lakosa volt, melyből 6 600 szerb (97,86%), 55 cigány, 22 montenegrói, 15 jugoszláv, 5 gorai, 5 horvát, 5 muzulmán, 4 orosz, 2 bolgár, 2 macedón, 2 magyar, 2 szlovén, 2 ukrán, 1 szlovák, 2 ismeretlen.

## A községhez tartozó települések
- Bjeluša
- Bogojevići (Arilje)
- Brekovo
- Vigošte
- Vrane
- Virovo
- Visoka (Arilje)
- Grdovići (Arilje)
- Grivska
- Dobrače
- Dragojevac
- Kruščica (Arilje)
- Latvica
- Mirosaljci (Arilje)
- Pogled (Arilje)
- Radobuđa
- Radoševo
- Severovo
- Stupčevići
- Trešnjevica
- Cerova